# Madrids tunnelbana

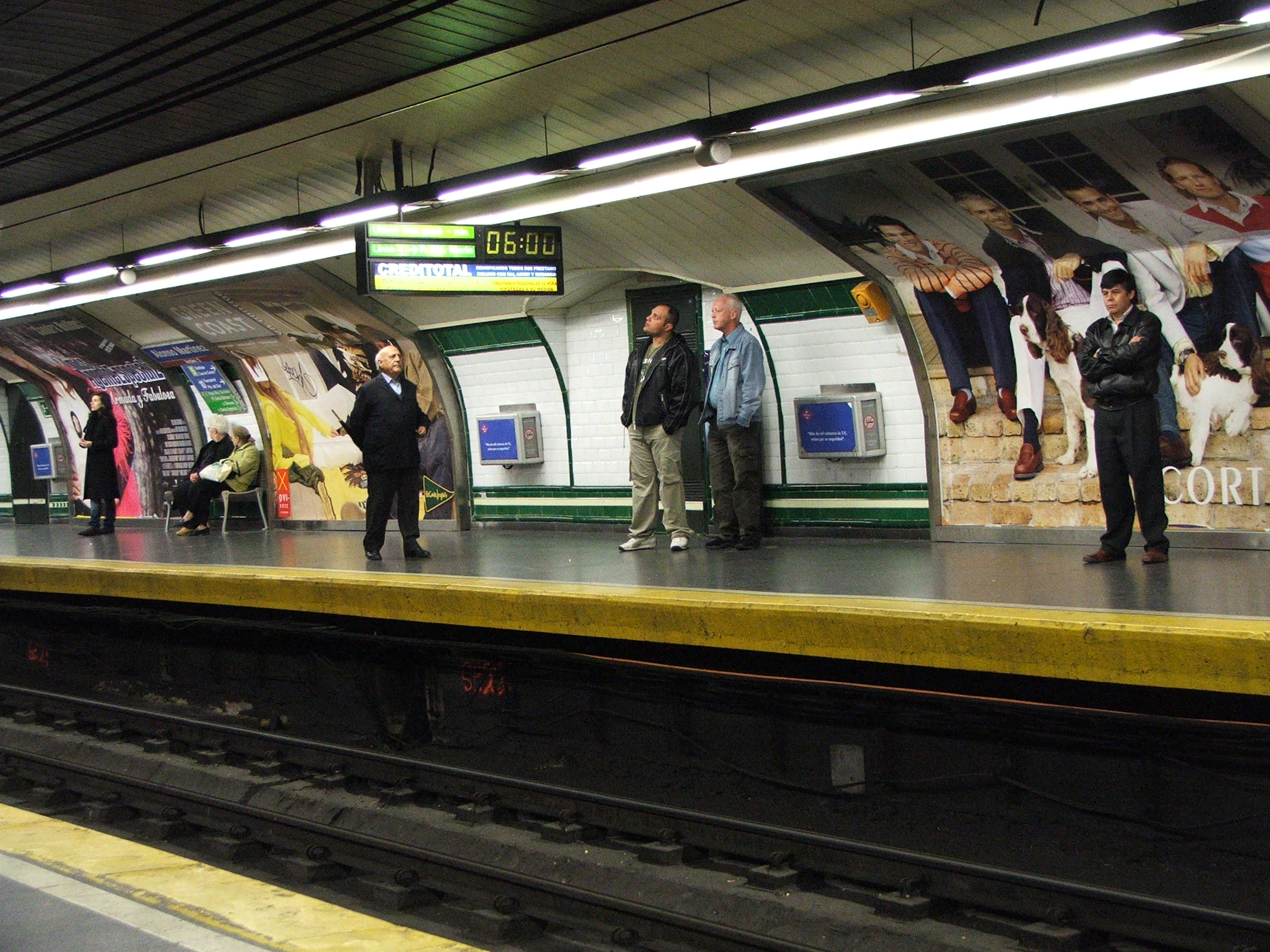
Stationen Alonso Martínez på linje 4.

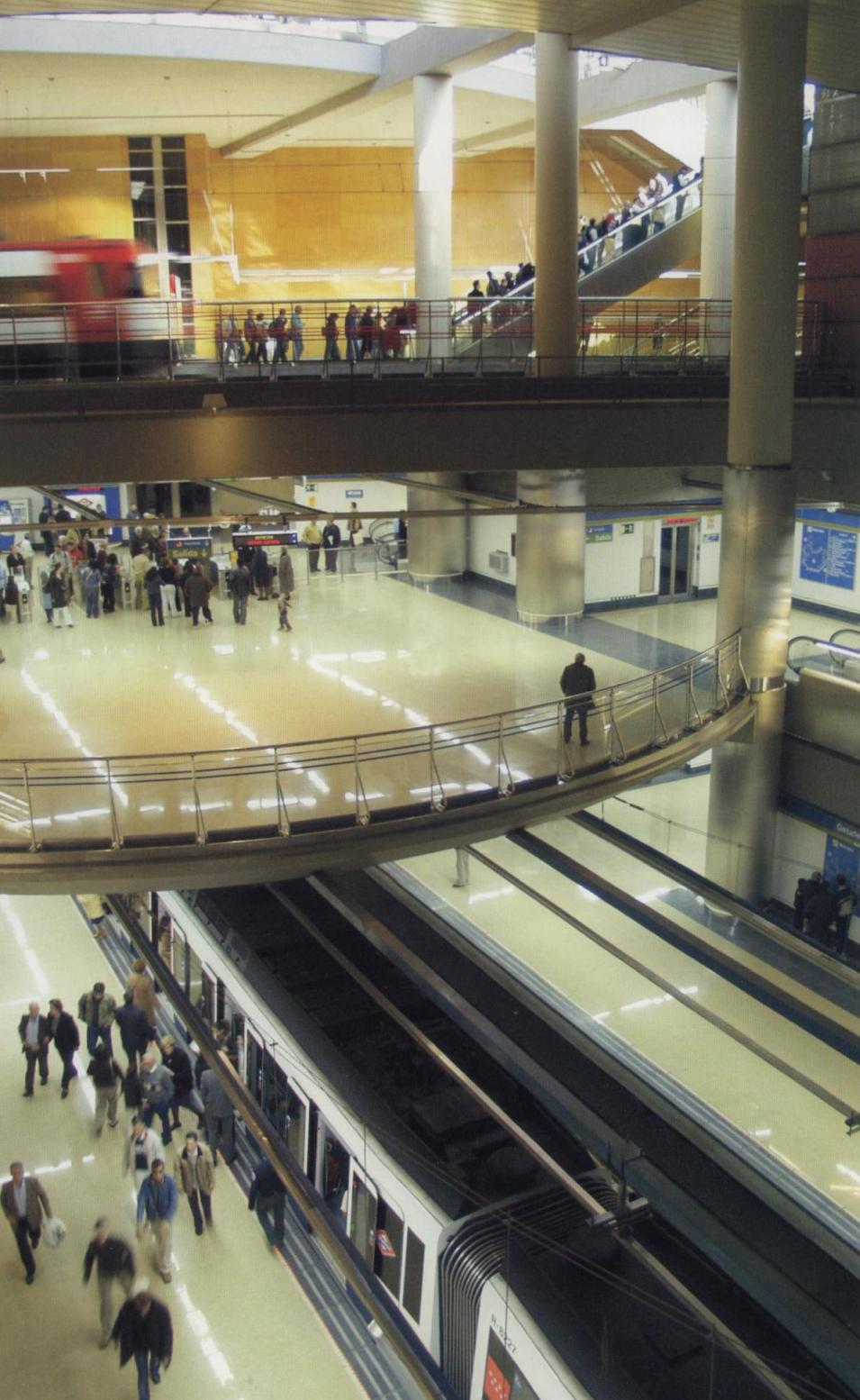
Getafe Central.

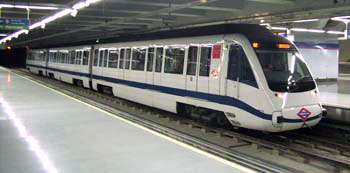
Ett modernt tunnelbanetåg (typ 8000) på linje 8 vid stationen Colombia.

Tunnelbanenätet i Madrid i Spanien invigdes år 1919 och har i dag ett linjenät som omfattar 293 km, 13 linjer, 276 stationer och 1594 tågvagnar. Madrid räknas till en av världens tio största tunnelbanesystemen både och vad gäller utsträckning och vad gäller antalet stationer. Staden Madrid, med sina 3 miljoner invånare i staden och mer än 5 miljoner i storstadsområdet, räknas dock bara som den 50:e största bland storstäderna i världen. Tunnelbanan är för närvarande en av dem som har expanderat snabbast efter Shanghais tunnelbana, med stora utbyggnader vid sekelskiftet. 1995 var Madrids tunnelbana drygt 126 km lång, år 2011 har tunnelbanan 293 km.
Under 2011 transporterades 634,5 miljoner passagerare.

## Rekord i tunnelborrning
Under utbyggnaden av tunnlarna i tunnelbanesystemet slogs det rekord. Med den tunnelborrningsmaskin (TBM) man använde vid utökningen av Linje 8 mellan Campo de las Naciones och flygplatsen Barajas utfördes inom loppet av en månad 792 m tunnel med en diameter på nästan 10 m. Maskinen döptes till La Adelantada.

## Historia
Den första linjen av Madrids metro (Cuatro caminos – Sol) invigdes av kung Alfons XIII den 17 oktober 1919 under ledning av Compañía de Metro Alfonso XIII, med 8 stationer och en längd av 3497 m. Tunnelsektionen var trång och stationerna byggdes med plattformar som var 60 m långa. Linjen förlängdes kort därefter och ytterligare två linjer byggdes. 1936 bestod linjenätet av tre bansträckningar och en grenlinje mellan Opera och norra järnvägsstationen. Alla dessa stationer tjänade som skyddsrum under spanska inbördeskriget.
Efter inbördeskriget byggdes nätverket ut lite allt eftersom. 1944 tillkom en fjärde linje som byggdes samman med linje 2:s gren mellan Goya och Diego de León 1958, en gren som hade varit tänkt att bli en del av linje 4 men som hade använts som en del av linje 2 till dess att linje 4 byggdes.

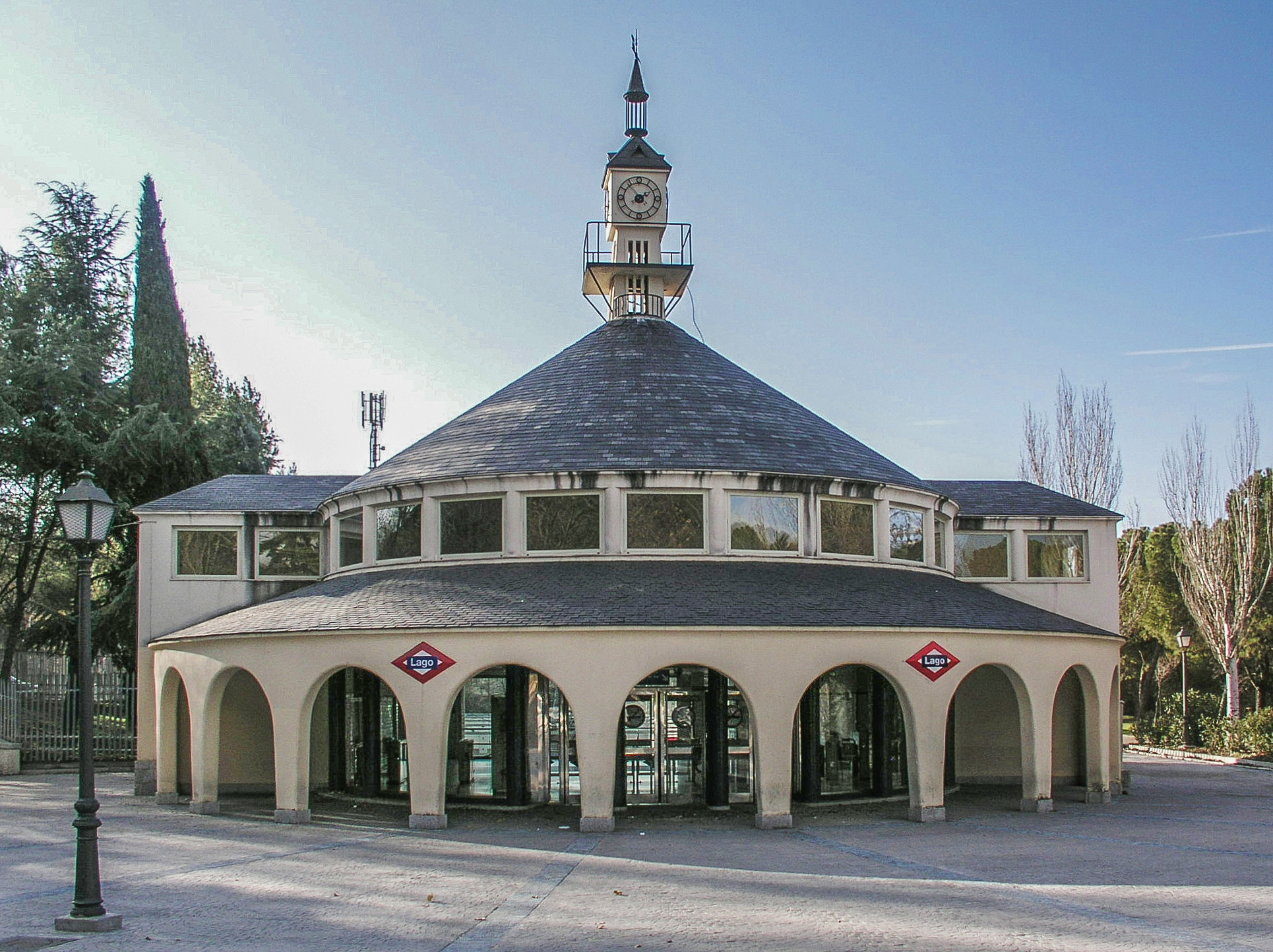
Stationen Lago i den gamla Linje S (nu Linje 10) är en av de få stationer i Madrids metro som ligger ovan jord.

 Under 1960-talet konstruerades ett förortståg mellan Plaza de España och Carabanchel, som förbands med linje 2 (vid stationen Noviciado via en lång förbindelse) och linje 3. En femte metrolinje konstruerades även denna med trång tunnelsektion men med plattformar som var 90 m långa. Kort efter att första delen av linje 5 hade invigts förlängdes plattformarna på linje 1 från 60 till 90 m, och stationen Chamberí stängdes eftersom den låg för nära stationen Iglesia (mindre än 500 m). Chamberístationen används nu som museum.
I början av 1970-talet utökades linjenätet kraftigt för att svara upp mot inflyttning och utglesning på grund av den ekonomiska boomen i Madrid. Nya linjer planerades med långa plattformar om 115 m. Linje 4 och 5 utökades också. 1979 ledde dåligt ekonomisk styrning till en kris. Arbeten som redan hade påbörjats avslutades under 1980-talet och alla återstående projekt övergavs. Efter alla dessa projekt hade 100 km räls avslutats och förortståglinjen hade också försvunnit eftersom den hade förlängts till stationen Alonso Martínez och därför omvandlats till linje 10.
I början av 1990-talet överfördes driften av linjenätet till ett kommunalt företag, Metro de Madrid. Ytterligare storskaliga utökningar genomfördes. Linjerna 1, 4 och 7 utökades och en ny sträckning, linje 11, byggdes till de Madrids ytterstadsområden. Linjerna 8 och 10 byggdes samman till en längre linje 10 och en ny linje 8 byggdes under jord till flygplatsen Barajas. Den förlängda linje 9 var den första som gick utanför Madrids ytterområden för att nå Rivas-Vaciamadrid och Arganda del Rey, två städer som ligger i syd-östra förortsområdena till Madrid.
I tidigt 2000-tal byggdes i ett stort projekt omkring 50 km nya tunnlar för tunnelbanan. Arbetet inkluderade en direkt anslutning mellan centrala Madrid (Nuevos Ministerios) och flygplatsen, en förlängning av (linje 8), och lade också till en stor loop på 40 km i Madrids södra ytterområden kallad MetroSur.
MetroSur var ett av Europas största byggnadsprojekt någonsin. Det öppnade den 11 april 2003. Det omfattade 41 km tunnel och 28 nya stationer, och inkluderade en ny omstigningsstation på Linje 10, som förbinder den med stans centrum och med lokaltågens linjenät. Byggnadsarbetet började i juni 2000 och hela slingan var färdigställd under loppet av mindre än tre år. Den förbinder Getafe, Móstoles, Alcorcón, Fuenlabrada, och Leganés, fem städer som ligger i södra området av Madrid.
Största delen av de nuvarande ansträngningarna hos den regionala styrelsen för Madrids autonoma region har kanaliserats för att bygga ut linjenätet för Madrids tunnelbana. Under den nyligen avslutade mandatperioden 2003–2007 term, satte presidenten Esperanza Aguirre ett mångmiljardprojekt i verket, som har lagt till, knutit samman och utökat nästan alla av tunnelbanans linjer. Projektet omfattade en utökning med 90 km och byggandet av 80 nya stationer. Det har givit förbindelse med tunnelbana för många områden som tidigare inte haft någon sådan (Villaverde, Manoteras, Carabanchel Alto, La Elipa, Pinar de Chamartín) och även till östra och norra utkanterna (Coslada, San Fernando de Henares, Alcobendas, San Sebastián de los Reyes). För första gången i Madrid, byggdes tre interurbana spårvagnslinjer (Metro Ligero eller ML) till de västra ytterområdena (Pozuelo de Alarcón, Boadilla del Monte) – ML2 and ML3 – och till de nordliga områdena Sanchinarro och Las Tablas – ML1. Som ett tillägg i sista minuten förbands linje 8 med den då nybyggda flygterminalen T4 på Barajas flygplats.

## Aktuellt system
292 km, 13 linjer, 276 stationer.
Spårvidden för Madrids Metro är 1445 mm (10 mm mer än den internationella spårvidden UIC). Tågen körs i vänstertrafik, till skillnad från de flesta järnvägsnät i Spanien, som kör i högertrafik. Orsaken är att det i Spanien fram till 1930 inte fanns några statliga bestämmelser i detta avseende. I vissa områden färdades man till höger (Barcelona), medan man i andra höll till vänster (Madrid). Den 1 oktober 1924 införde Madrid högertrafik. Eftersom Madrids metrolinjenät har varit och är oberoende av resten av de spanska järnvägar och också för att spara de höga kostnaderna för att byta signalsystem, beslutades det att metrotågen i Madrid skulle fortsätta med vänstertrafik.

## Linjer
| Linje   | Sträcka                                               | Längd   | Stationer | Spår | Perrong |
| ------- | ----------------------------------------------------- | ------- | --------- | ---- | ------- |
| Line 1  | Pinar de Chamartín – Valdecarros                      | 23,8 km | 33        | smal | 90 m    |
| Line 2  | Las Rosas – Cuatro Caminos                            | 9,5 km  | 16        | smal | 60 m    |
| Line 3  | Villaverde Alto – Moncloa                             | 16,4 km | 18        | smal | 90 m    |
| Line 4  | Argüelles – Pinar de Chamartín                        | 16,0 km | 23        | smal | 60 m    |
| Line 5  | Alameda de Osuna – Casa de Campo                      | 23,2 km | 32        | smal | 90 m    |
| Line 6  | Circular                                              | 23,5 km | 28        | bred | 115 m   |
| Line 7  | Pitis – Estadio Metropolitano – Hospital del Henares  | 31,2 km | 29        | bred | 115 m   |
| Line 8  | Nuevos Ministerios – Aeropuerto                       | 16,4 km | 8         | bred | 115 m   |
| Line 9  | Paco de Lucía – Puerta de Arganda – Arganda del Rey   | 38,0 km | 26        | bred | 115 m   |
| Line 10 | Hospital Infanta Sofía – Tres Olivos – Puerta del Sur | 39,9 km | 31        | bred | 115 m   |
| Line 11 | Plaza Elíptica – La Fortuna                           | 5,3 km  | 6         | bred | 115 m   |
| Line 12 | MetroSur                                              | 40,7 km | 28        | bred | 115 m   |
| Ramal   | Ópera – Príncipe Pío                                  | 1,1 km  | 2         | smal | 60 m    |

### Linjesträckning ovan jord
Metrons linjenät går under jord i nästan hela dess längd, utom i följande avsnitt som ligger ovan jord:
- Aluche station
- Puerta de Arganda – Rivas Vaciamadrid – La Poveda, känd som TFM, och som använder den gamla spårsträckningen vid Arganda
- Lago – Casa de Campo genom Casa de Campo

### Metro Ligero(”Lättmetron”)

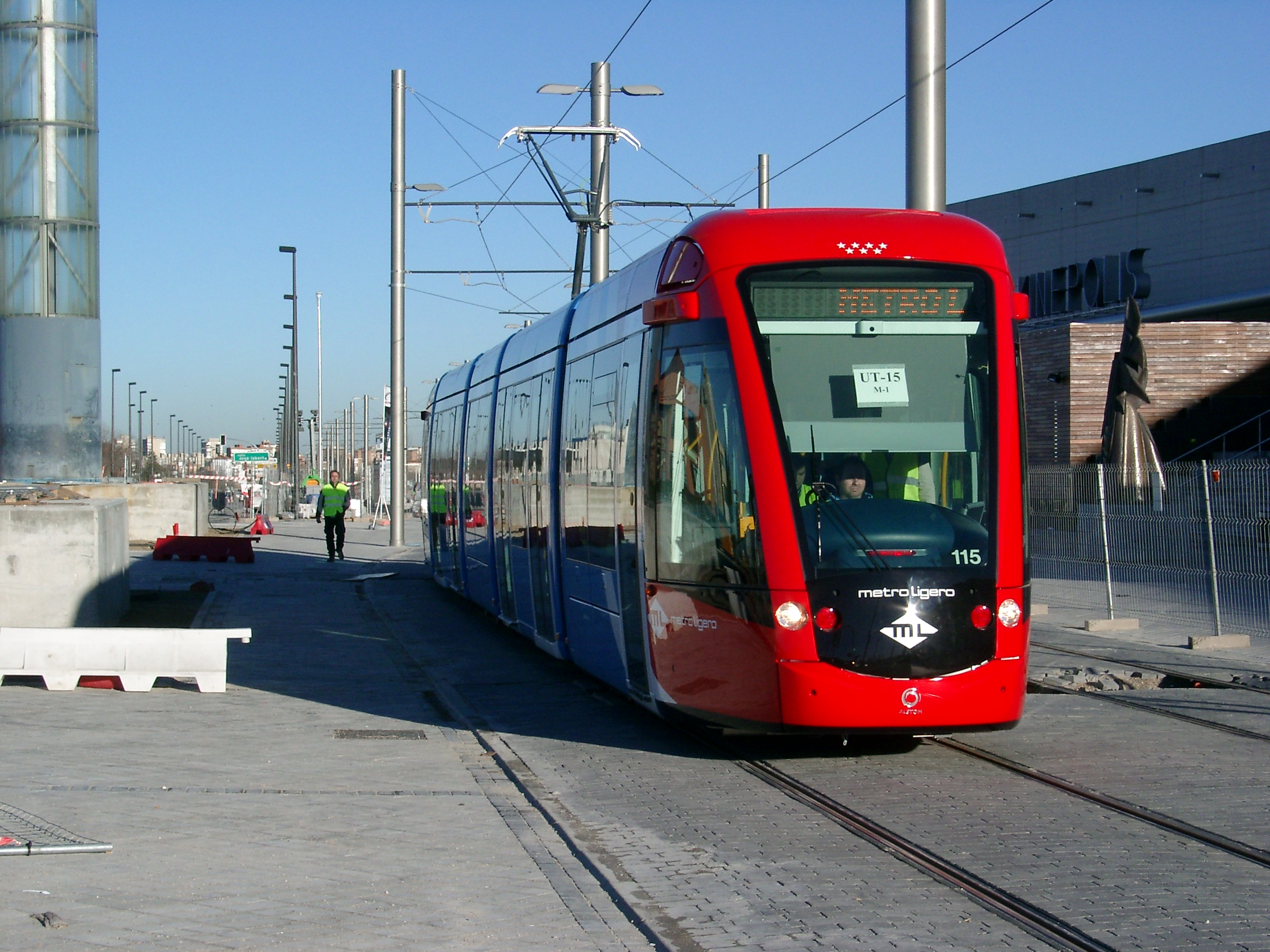
Spårvagn i provdrift, februari 2007

Metro Ligero (”lättmetron”) är en spårvagnslinje som används för att transportera passagerare i stadsområdena. Utformningen liknar en modern spårvagn, och en av dess egenskaper är att de fordon som är i drift går helt eller delvis åtskilda från fordonstrafiken med reserverade körfält, särskilda banor och egen signalering, men mycket minimal. Vagnarna drivs av elmotorer, och på så sätt har spårvagnen återvänt till Madrid efter 35 år.
Byggnadsarbetena inleddes i december 2004 med en total längd på 27,78 km (varav en del går under jord i stadsdelen Pozuelo och Hortalezadistriktet) fördelat över de tre linjerna i drift:
- Pinar de Chamartín – Las Tablas (ovan jord på sträckan Virgen del Cortijo– Blasco Ibáñez och María Tudor – Las Tablas)
- Colonia Jardín–Estación de Aravaca (ovan jord Colonia Jardín – Aravaca, utom stationerna Somosaguas Sur och Avenida de Europa, sträckorna Prado del Rey-Somosaguas Centro och Campus de Somosaguas–Berna (ovan jord och med korta tunnlar under M-502 y M-503).)
- Colonia Jardín–Puerta de Boadilla (ovan jord på sträckan Colonia Jardín – Puerta de Boadilla utom i närheten av stationen Montepríncipe som är nedsänkt och där trafiken går i tunnel)